# Edward St Aubyn

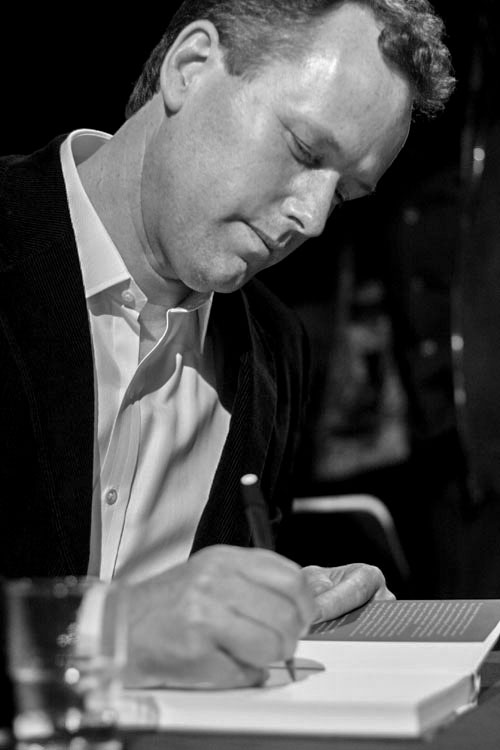
Edward St Aubyn (2007)

Edward St Aubyn (geboren am 14. Januar 1960 in Cornwall) ist ein britischer Journalist und Roman-Autor. International bekannt wurde St Aubyn vor allem durch seine „Patrick Melrose“-Trilogie Some Hope sowie durch die Nominierung von Mother's Milk für den „Booker Prize“ 2006.

## Leben
St Aubyn wurde 1960 in eine der bekanntesten Familien des englischen Adels geboren. Er durchlebte eine schwere Kindheit; bis zu seinem achten Lebensjahr wurde er von seinem Vater körperlich misshandelt und sexuell missbraucht, während seine Mutter mit ‚Charity‘ außerhalb der Familie beschäftigt war. Aufgewachsen ist St Aubyn in England und Südfrankreich. Er besuchte die Westminster School, eine der führenden britischen Knabenschulen, angeschlossen an die Westminster Abbey, und das Keble College der University of Oxford. Bereits auf der Schule wurde St Aubyn drogenabhängig.
Die Erfahrungen in seiner Familie bilden den Inhalt und Hintergrund seiner autobiografisch bestimmten Some Hope-Trilogie, in der St Aubyn mit Sarkasmus und ätzender Kälte die Umtriebe in einer britischen upper class-Familie schildert. Never Mind handelt von der gewaltgeprägten Kindheit des Protagonisten; der zweite Band der Trilogie, Bad News, in der Patrick Melrose die Asche seines Vaters aus New York abholt, ist von Heroin-Abhängigkeit und Selbsttötungs-Momenten geprägt. Mit Some Hope schloss St Aubyn die Trilogie 1994 ab, erweiterte sie 2011 jedoch mit At Last, das während der Beerdigung von Melroses Mutter spielt, noch um einen Band.
St Aubyns sechster Roman, Mother's Milk, nimmt die Figur des Patrick Melrose wieder auf und zeigt ihn nun als Familienvater mit zwei kleinen Söhnen, denen er seine eigenen Kindheitserfahrungen zu ersparen sucht. Mother's Milk kam 2006 in die Shortlist (Endausscheidung) für den Booker Prize, den renommiertesten englischsprachigen Literaturpreis, und erschien 2009 unter dem Titel Muttermilch auf Deutsch. 2015 wurden The Patrick Melrose Novels von 82 internationalen Literaturkritikern und -wissenschaftlern in die BBC-Auswahl der 100 bedeutendsten britischen Romane gewählt, und 2018 wurde die Patrick Melrose-Reihe mit Benedict Cumberbatch in der Hauptrolle als fünfteilige Miniserie verfilmt.
St Aubyn ist Vater zweier Kinder und lebt in Notting Hill, London. Seine Romane liegen auch auf Deutsch vor.

## Auszeichnungen
- 1992 – Betty Trask Award für Never Mind[4]
- 2007 – Prix Femina Étranger für Le goût de la mère
- 2007 – South Bank Literature Award für Mother's Milk[5]
- 2014 – Bollinger Everyman Wodehouse Prize für Lost for Words

## Werke
- Never Mind, William Heinemann, London 1992, ISBN 0-434-73452-7; dt. Schöne Verhältnisse, Übers. Ingo Herzke, DuMont Literatur und Kunst Verlag, Köln 2007, ISBN 978-3-8321-8012-6
- Bad News, William Heinemann, London 1992, ISBN 0-434-73453-5; dt. Schlechte Neuigkeiten, Übers. Frank Wegner, DuMont Literatur und Kunst Verlag, Köln 2007, ISBN 978-3-8321-8025-6
- Some Hope, William Heinemann, London 1994, ISBN 0-434-73454-3; dt. Nette Aussichten[6], Übers. Dirk van Gunsteren, DuMont Literatur und Kunst Verlag, Köln 2008, ISBN 978-3-8321-8024-9
- On The Edge, Chatto and Windus, London 1998, ISBN 0-7011-6725-4; dt. Am Abgrund, Übers. Sabine Hübner, Piper, München 2013, ISBN 978-3-492-05541-3
- A Clue to the Exit, Chatto and Windus, London 2000, ISBN 0-7011-6960-5; dt. Ausweg, Übers. Dirk van Gunsteren, DuMont Literatur und Kunst Verlag, Köln 2010, ISBN 978-3-8321-8080-5
- Mother's Milk, Picador, London 2006, ISBN 0-330-43589-2; dt. Muttermilch, Übers. Dirk van Gunsteren, DuMont Literatur und Kunst Verlag, Köln 2009, ISBN 978-3-8321-8023-2
- At Last, Picador, London 2011, ISBN 0-330-43590-6; dt. Zu guter Letzt, Übers. Sabine Hübner, Piper, München 2011, ISBN 978-3-492-05434-8.
- Lost for Words. Farrar, Straus and Giroux, New York 2014, ISBN 978-0-374-28029-1; dt. Der beste Roman des Jahres, Übers. Nikolaus Hansen, Piper, München 2014, ISBN 978-3-492-05435-5
- Dunbar, Hogarth, 2017; dt. Dunbar und seine Töchter, Übers. Nikolaus Hansen, Knaus, München 2017, ISBN 978-3-8135-0698-3
- Double Blind, Harvill Secker, London 2021, ISBN 978-1-78730-025-5;[7] dt. Dilemma, Übers. Ingo Herzke, Piper, München 2021, ISBN 978-3-492-05678-6